# リュジニャン
リュジニャン （Lusignan）は、フランス、ヌーヴェル＝アキテーヌ地域圏、ヴィエンヌ県のコミューン。ポワティエの南西約25kmのところにある。

## 歴史
フランス王国がサン＝ジャン＝ダンジェリとリュジニャンを領土に組み入れた。
ユグノー戦争中、ロアン子爵ルイ2世がリュジニャンを掌握していたにもかかわらず、1575年にモンパンシエ公ルイ3世（オラニエ公妃シャルロットの父）が都市を包囲し飢餓に追い込み、陥落させた。
中世の砦であったリュジニャン城は、リュジニャン伯の妻メリュジーヌが建てたという伝説が残る、リュジニャン家（のちにキプロス王国やエルサレム王国の支配者となる）の本拠地であった。この城はベリー公のいとも豪華なる時祷書に登場する。1574年、城は砲撃を受け破壊された。原型のスケッチ画が、フランス国立図書館に保管されている。
リュジニャン住民が自らを『メリュザン』（Mélusins、男性形）または『メリュジーヌ』（Mélusines、女性形）と呼ぶのは、リュジニャン家の祖メリュジーヌに関連している。

## 参照
1. ↑  Guerres de religion-Miquel p 308
2. ↑  Gentilé sur le site habitants.fr Consulté le 27/09/2008.